# Mistrzostwa Europy w Lekkoatletyce 1950 – rzut młotem mężczyzn

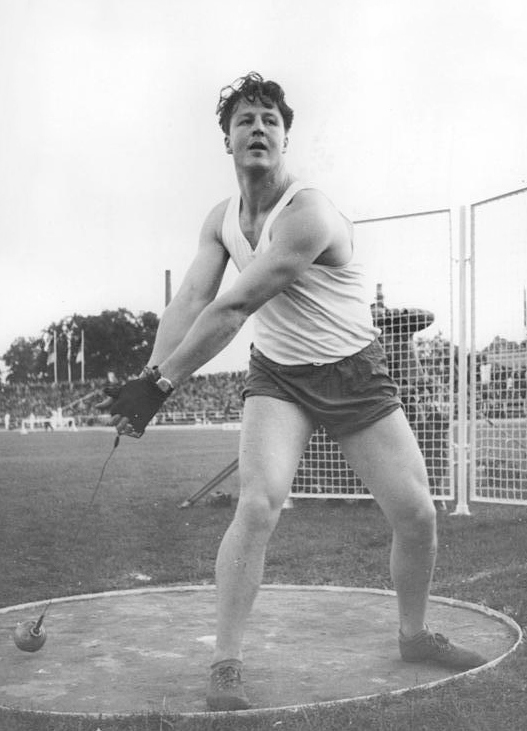
Sverre Strandli

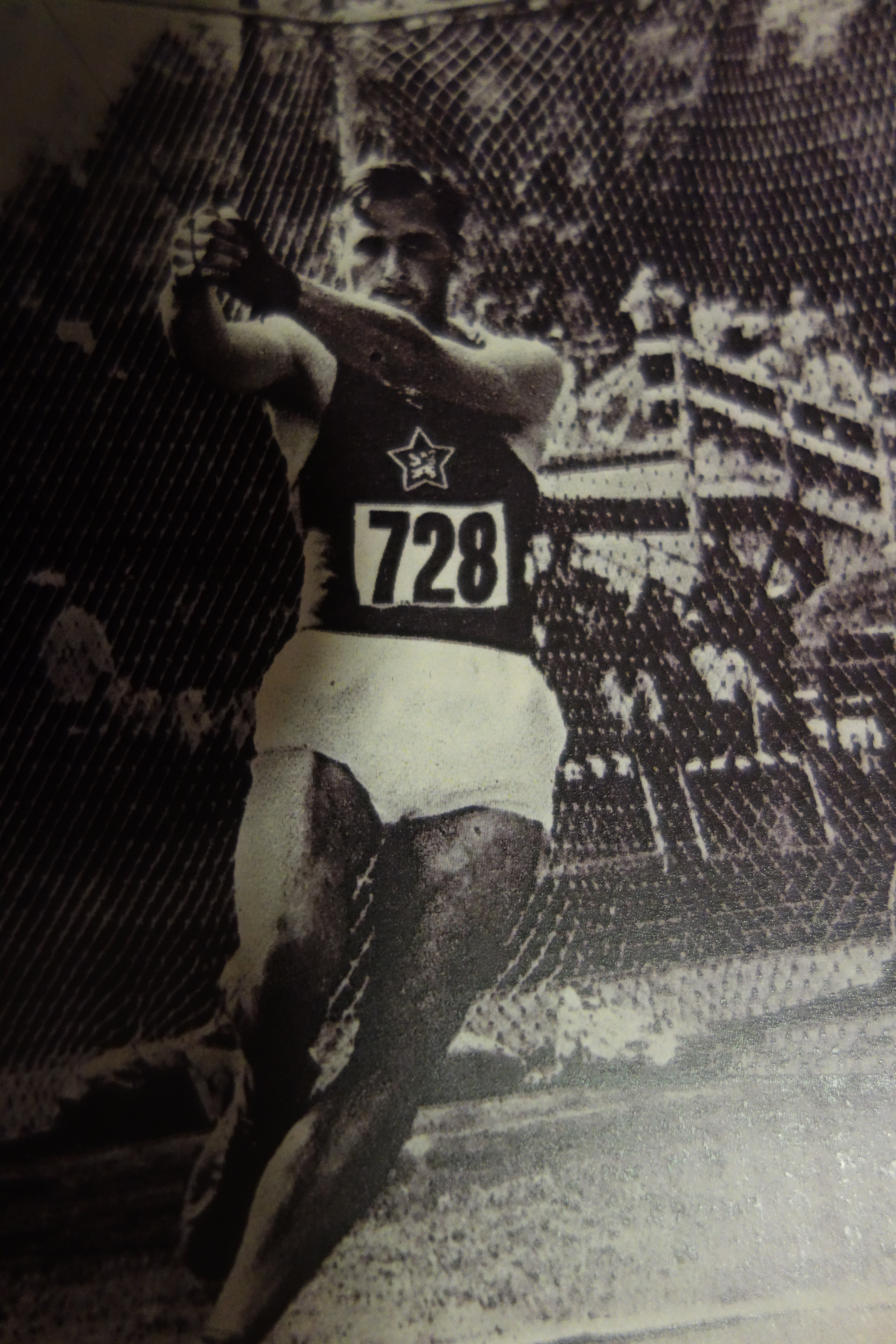
Jiří Dadák

Rzut młotem mężczyzn był jedną z konkurencji rozgrywanych podczas IV Mistrzostw Europy w Brukseli. Kwalifikacje zostały rozegrane 26 sierpnia, a finał 27 sierpnia 1950. Zwycięzcą został Norweg Sverre Strandli. W rywalizacji wzięło udział trzynastu zawodników z dziesięciu reprezentacji.

## Rekordy
| Rekord świata     | Imre Németh (HUN) | 59,88 | Budapeszt, Węgry | 19.05.1950 |
| Rekord Europy     | Imre Németh (HUN) | 59,88 | Budapeszt, Węgry | 19.05.1950 |
| Rekord mistrzostw | Karl Hein (GER)   | 58,77 | Paryż, Francja   | 04.09.1938 |

## Wyniki

### Kwalifikacje
| Miejsce | Zawodnik               | Wynik | Uwagi |
| ------- | ---------------------- | ----- | ----- |
| 1       | Teseo Taddia           | 55,05 | Q     |
| 2       | Sverre Strandli        | 54,17 | Q     |
| 3       | Aleksandr Kanaki       | 53,73 | Q     |
| 4       | Ivan Gubijan           | 52,29 | Q     |
| 5       | Jiří Dadák             | 52,27 | Q     |
| 6       | Duncan Clark           | 52,25 | Q     |
| 7       | Svend-Aage Frederiksen | 50,87 | Q     |
| 8       | Rudolf Galin           | 48,54 | Q     |
| 9       | Ewan Douglas           | 47,31 | Q     |
| 10      | Henri Haest            | 47,22 |       |
| 11      | Toma Balcı             | 46,63 |       |
| 12      | André Osterberger      | 46,45 |       |
| 13      | Pierre Legrain         | 46,21 |       |

### Finał
| Miejsce | Zawodnik               | Wynik |
| ------- | ---------------------- | ----- |
| 1       | Sverre Strandli        | 55,71 |
| 2       | Teseo Taddia           | 54,73 |
| 3       | Jiří Dadák             | 53,64 |
| 4       | Ivan Gubijan           | 53,44 |
| 5       | Aleksandr Kanaki       | 53,09 |
| 6       | Duncan Clark           | 52,83 |
| 7       | Svend-Aage Frederiksen | 50,01 |
| 8       | Ewan Douglas           | 49,18 |
| 9       | Rudolf Galin           | 49,01 |